# Алесио Ромањоли
Алесио Ромањоли (итал. Alessio Romagnoli; Анцио, 12. јануар 1995) је италијански фудбалер који игра на позицији одбрамбеног играча. Наступа за италијански клуб Лацио.

## Каријера

### Рома
Ромањоли је продукт Ромине омладинске академије а у први тим је ушао са 17 година. Сениорски деби је имао 11. децембра 2012. против Аталанте, одигравши целу утакмицу у купу Италије. Дебитовао је у Серији А 12 дана касније, као замена у последњим минутама лигашке утакмице против Милана. Свој први гол у Серији А постигао је 3. марта 2013. године против Ђенове.
Дана 31. маја 2014. је потписао четворогодишњи уговор са Ромом.

### Сампдорија
Дана 1. септембра 2014. године Ромањоли је позајмљен Сампдорији за 500.000 евра, са опцијом за куповину за два милиона евра, као и против опцијом од 750.000 евра. Ромањоли је дебитовао за Сампдорију као касна замена у победи од 2: 0 против Торина 14. септембра. Први гол за Сампдорију постигао је 24. септембра 2014. у поразу од Кјева резултатом 2: 1. У јуну 2015. године Рома је активирала клаузулу о откупу и вратио се у клуб.

### Милан
Дана 11. августа 2015. године, продат је у Милан за хонорар од 25 милиона евра, потписавши петогодишњи уговор. Поред тога, постојала је клаузула о продаји која Роми даје право на 30% преко вредности од 25 милиона евра. Званично је дебитовао за Милан 18. августа у купу Италије. Шест дана касније, са клубом је први пут наступио у лиги, пошто је Милан изгубио од 2: 0 од Фјорентине.
Марта 2016. године постигао је свој први гол за Милан, победом од 5-0 против Алесандрије у Купу Италије. Овај меч послао је Милан у финале први пут од 2003. Своју прву сезону са Миланом је закључио са 40 наступа у свим такмичењима и једним голом.
Дана 15. априла 2017. године Ромањоли је постигао свој први гол у Серији А за Милан у дербију дела Мадонина.
Године 2017. је због повреде пропустио прве 4 утакмице у Милану и вратио се у састав и играо је други меч финала плеј-офа Лиге Европе против Шкендије.
После повратка Леонарда Бонучија у Јувентус, Ромањоли је постао капитен 2018. године. Као капитен успео је да подигне пехар првака Италије у сезони 2021/22.

### Лацио
Дана 12. јула 2022. године Ромањоли је потписао петогодишњи уговор са Лацијом.

## Трофеји

### Милан
- Серија А (1) : 2021/22.
- Суперкуп Италије (1) : 2016.